# Бем, Альфред Людвигович
Альфре́д Лю́двигович (Алексе́й Фёдорович) Бем (1886—1945?) — историк литературы, литературный критик, достоевист и общественный деятель русского зарубежья.

## Биография
Родился в Киеве 24 апреля (6 мая) 1886 года в семье подданного Германской империи католического вероисповедания.
В 1905 окончил Киевское реальное училище святой Екатерины. За год изучил не преподававшиеся в училище древние языки, необходимые для поступления в университет. Поступил на историко-филологический факультет Киевского университета. В 1907 был исключён за участие в студенческих волнениях, в 1908—1911 продолжил обучение на филологическом отделении историко-филологического факультета Петербургского университета, его учителями были С. Венгеров и В. Срезневский.
В 1910 принял российское гражданство. Зимой 1911 за участие в студенческих волнениях был арестован и некоторое время провёл в заключении, затем был исключён из университета, выслан из столицы и вернулся в Киев. Весной 1912 успешно сдал экзамены в Петербургском университете. В июле 1912 снова арестован, во время обыска у него в квартире были найдены 4 нелегальные брошюры, и он был заключён в Лукьяновскую тюрьму в Киеве, где пробыл до сентября. В конце 1912 переехал в Петербург.
Работал в Рукописном отделе библиотеки Императорской Академии наук, а также в библиотеке Петербургской духовной академии. Был редактором и участвовал в написании 5 томов библиографической серии «Обозрение трудов по славяноведению». В 1919 или в 1920 году покинул родные земли. Изначально проживал в Белграде, потом с 1920 по 1922 год — в Варшаве.
Политические убеждения Бема были близки взглядам партии эсеров. С 1920 года входил в состав группы «Крестьянская Россия», а с 1927 года выступил одним из основателей партии «Крестьянская Россия» — Трудовая крестьянская партия (КР—ТКП), стал одним из её лидеров и членом ЦК, редактором печатного органа — журнала «Вестник Крестьянской России». В 1934 году вышел из состава партии.
В 1922 году переселился в Прагу. В Праге основал «Общество Достоевского». Был секретарём Русского педагогического бюро, занимался составлением его бюллетеней. Руководил литературными объединениями «Таверна поэтов» (Варшава, 1921—1922) и «Скит поэтов» (Прага, 1922—1940). В 1932 году в Немецком университете стал доктором наук. С 1922 года преподавал русский язык и литературу в Карловом университете (до 1939 года) и в Русском педагогическом институте имени Я. А. Коменского в Праге. Читал лекции в Русском Свободном университете. С 1925 по 1938 год вёл семинарии по изучению Достоевского в Русском народном университете в Праге. Руководил изданием трёхтомного сборника статей и материалов «О Достоевском» (О Dostojevském. Sbornik stati a materialu. Прага — 1929, 1933, 1936). Известная статья А. Л. Бема «Достоевский — гениальный читатель» дала начало одному из важных направлений в исследовании творчества Достоевского.
А. Л. Бем написал книги «К уяснению историко-литературных понятий» (Петроград, 1918), «Тайна личности Достоевского» (Прага, 1928), «У истоков творчества Достоевского» (Прага, 1936), «О Пушкине» (Ужгород, 1937), «Достоевский. Психоаналитические этюды» (Прага — Берлин, 1938), ряд работ о Гоголе, «Письма о русской литературе», выходившие в газетах «Руль» (Берлин; Бем был в составе редколлегии в марте — октябре 1931 года), «Молва» (Варшава, 1932—1934) и «Меч» (Варшава, 1934—1939), статьи и критику в «Новой русской книге», «Воле России», «Своими путями», «Современных записках», а также чешскоязычных «Slavia», «Ceske slovo», «Lumir», «Listy pro umeni a kritiku», «Casopis pro moderni filologii». Полная библиография насчитывает 535 названий.
В 1937 принял в Праге православие, крестившись под именем Алексей Фёдорович.

В мае 1945 года Бем был арестован советскими спецслужбами, дальнейшая его судьба достоверно не известна. Его дочь Татьяна вспоминала: 
Я была в нашей бубенечской квартире, когда позвонили двое чехов и попросили пройти с ними за угол, перевести что-то, так как они не могут договориться. Папа ушел в белом полотняном костюме, даже без шляпы, только со своим помощником, тростью, без которой не умел ходить. Я следила с балкона за его маленькой, искривленной детским параличом фигуркой, как она скрылась за углом. Бедный, бедный папа, где, в каких местах, в какой трущобе погиб он?…
 По одной версии, он окончил жизнь самоубийством, по другой — был расстрелян во дворе пражской тюрьмы, по третьей — умер в дороге к лагерю. Персональный архив Бема находится в Литературном архиве Музея национальной литературы в Праге, некоторые материалы — в Славянской библиотеке в Праге.

### Семья
Брат — Отто (1892—1938), большевик, работал под руководством Крупской в Наркомпросе заместителем начальника управления высшей школы, деканом педагогического факультета и заместителем ректора Второго Московского государственного университета, главным редактором журнала «За коммунистическое воспитание». В 1937 арестован, в 1938 расстрелян. Реабилитирован в 1956.
Сестра — Ядвига, вышла замуж за Алексея Колаковского, в 1920-х годах возглавлявшего Сухумский банк. Их сын — Альфред, член-корреспондент АН СССР.
Жена — Антонина Иосифовна Омельяненко (1885—1951), дочь зажиточного киевского купца. Обвенчались в апреле 1915. В феврале 1916 у них родилась старшая дочь Ирина.
Внук — Сергей Сергеевич Давыдов (1945-), профессор русской литературы в Middlebury College, в Вермонте.